# Episodi de La nuova squadra (seconda stagione)
La seconda stagione della serie televisiva La nuova squadra, intitolata La nuova squadra 2 o La nuova squadra - Seconda serie, formata da 22 episodi, viene trasmessa in prima visione assoluta su Rai 3 dal 2 settembre al 25 novembre 2009.
| nº | Titolo                           | Prima TV Italia   |
| -- | -------------------------------- | ----------------- |
| 1  | Il vostro nuovo capo             | 2 settembre 2009  |
| 2  | Non mi piacciono gli addii       | 2 settembre 2009  |
| 3  | Provare ad obbedire              | 9 settembre 2009  |
| 4  | Questa mano la vince lui         | 9 settembre 2009  |
| 5  | La vita che hai strappato        | 16 settembre 2009 |
| 6  | Questa città è nostra            | 16 settembre 2009 |
| 7  | Voglio solo vendetta             | 23 settembre 2009 |
| 8  | Dentro o fuori                   | 23 settembre 2009 |
| 9  | Muoiono pure i generali          | 30 settembre 2009 |
| 10 | Il nuovo re                      | 30 settembre 2009 |
| 11 | Non mi fido più                  | 7 ottobre 2009    |
| 12 | Mi fermo qui                     | 7 ottobre 2009    |
| 13 | Contro i piani alti              | 21 ottobre 2009   |
| 14 | Il bandolo della matassa         | 21 ottobre 2009   |
| 15 | Il voto nostro                   | 28 ottobre 2009   |
| 16 | È tornato                        | 28 ottobre 2009   |
| 17 | Doppio gioco                     | 4 novembre 2009   |
| 18 | Facciamolo sembrare un incidente | 4 novembre 2009   |
| 19 | Voi mi dovete proteggere         | 18 novembre 2009  |
| 20 | Partiamo dall'inizio             | 18 novembre 2009  |
| 21 | Fino in fondo                    | 25 novembre 2009  |
| 22 | Finali diversi                   | 25 novembre 2009  |